# Corscia
Corscia (in corso Corscia) è un comune francese di 169 abitanti situato nel dipartimento dell'Alta Corsica nella regione della Corsica.

## Società

### Evoluzione demografica
Abitanti censiti